# ORP Krakowiak (L115)
ORP «Краков'як» (L115) (англ. ORP Krakowiak (L115) — військовий корабель, ескортний міноносець 2-ї серії типу «Хант» Королівського військово-морського флоту Великої Британії та ВМС Польщі за часів Другої світової війни. Початково побудований для Королівського військово-морського флоту, як «Сілвертон», корабель був 28 травня 1941 року, що до кінця робот на верфі, переданий до ВМС Польщі. Брав активну участь у бойових діях на морі, зокрема в спеціальній операції британських командос з нападу на Лофотенські острови, при супроводженні конвоїв в Атлантиці, на Середземному морі та при висадці союзників на Сицилію та в Нормандію.

## Історія
26 грудня 1941 року «Краков'як» був залучений до забезпечення спеціальної операції британських командос, під кодовою назвою операція «Анкліт» — рейд No. 12 Commando на Лофотенські острови за підтримки 22 кораблів та суден трьох флотів. У той час німецькі військовики переважно святкували наступне свято після Різдва — День подарунків. Протягом двох діб оперативна група флоту та командос утримували низку важливих об'єктів на островах, зокрема вивели з ладу 2 ворожі радіостанції та потопили декілька суден. За результатами рейду Гітлер був певен, що союзники розпочали вторгнення до Норвегії, й віддав наказ утримувати в країні значні сили та засоби.
У червні 1944 року він увійшов до складу ескортного угруповання ВМС, що підтримувало висадку морського десанту на плацдарм «Голд» у Нормандії. «Краков'як» діяв разом з есмінцями «Джервіс», «Гренвіль», «Ольстер», «Улісс», «Андонтед», «Андін», «Урса», «Арчін», «Уранія» та ескортними міноносцями «Кеттісток», «Коттесмор», «Пітчлі», забезпечуючи артилерійську підтримку військам, що висадилися на плацдарм.